# Хилтонија (Џорџија)
Хилтонија (енгл. Hiltonia) град је у америчкој савезној држави Џорџија. По попису становништва из 2010. у њему је живело 342 становника.

## Демографија
Према попису становништва из 2010. у граду је живело 342 становника, што је 79 (18,8%) становника мање него 2000. године.
| Група             | 2000.       | 2010.       |
| Белци             | 122 (29,0%) | 109 (31,9%) |
| Афроамериканци    | 294 (69,8%) | 226 (66,1%) |
| Азијати           | 3 (0,7%)    | 0 (0,0%)    |
| Хиспаноамериканци | 0 (0,0%)    | 3 (0,9%)    |
| Укупно            | 421         | 342         |